# Hartmut Scheer
Hartmut Scheer (* 11. August 1941 in Stuttgart; † 18. März 2025 in Aachen) war ein deutscher Diplomat. Er war von 1991 bis 1994 deutscher Botschafter in Katar.
Hartmut Scheer absolvierte ein Studium der Rechtswissenschaften an den Universitäten in Tübingen und Heidelberg, das er 1972 mit dem Zweiten Juristischen Staatsexamen abschloss. Nach dem Eintritt in den Auswärtigen Dienst 1973 folgten Verwendungen im Auswärtigen Amt (Referent für Polen), an der Botschaft Prag (Leiter des Rechts- und Konsularreferats) sowie im Auswärtigen Amt (Referent für die Tschechoslowakei und Bulgarien).
Von 1982 bis 1985 war er stellvertretender Generalkonsul in Istanbul und im Anschluss daran an der Botschaft Teheran als Leiter des Wirtschaftsreferats tätig. Von 1988 bis 1991 war Hartmut Scheer stellvertretender Leiter des Referats „Europäische Union-, Sozial-, Agrar- und Strukturpolitik, Binnenmarkt und bilaterale Wirtschaftsbeziehungen zu den EU-Mitgliedstaaten“ im Auswärtigen Amt in Bonn. 1991 wurde er dann zum Botschafter der Bundesrepublik Deutschland in Katar ernannt.
Im Anschluss daran war Hartmut Scheer von 1994 bis 1996 Generalkonsul der Bundesrepublik Deutschland in Karatschi (Pakistan). Von 1996 bis 2001 war er Leiter der Wirtschaftsabteilung an der Botschaft Ankara. Vor seiner letzten Verwendung war er von 2001 bis 31. August 2003 Leiter der Rechts- und Konsularabteilung an der Botschaft in Moskau.
Scheer arbeitete nach seinem Eintritt in den Ruhestand als Unternehmensberater mit Schwerpunkt Türkei. Sein Sohn Jan Scheer (* 1975) ist ebenfalls Diplomat.